# Alice de Villehardouin
Alice de Villehardouin, ou Alix de Villehardouin, née vers 1195 et morte après 1238, est une noble d'origine champenoise. Elle est la fille de Geoffroi Ier de Villehardouin, prince d'Achaïe, et de son épouse Élisabeth, très probablement issue de la maison de Chappes.
Avant 1222, elle épouse Hugues de Briel, également d'origine champenoise, second baron de Karytaina après son père Renaud de Briel. Par ce mariage, elle devient baronne de Karytaina. Ensemble, ils auront un enfant :
- Geoffroy de Briel, qui succède à son père.

En 1222, Hugues de Briel donne un tiers de ses terres en Champagne à l'abbaye de Larrivour et vend tous ses autres biens à Bouy avec l'approbation d'Alice. Bouy n'étant distant que de quelques kilomètres de Villehardouin, ces terres font très probablement partie de l'apanage d'Alice.
Hugues de Briel meurt en 1238 et c'est leur fils Geoffroy qui lui succède.
La date de la mort d'Alice est inconnue.